# Севастополь (футбольний клуб)

Попередня емблема

Футбольний клуб «Севасто́поль» (рос. ФК «Севастополь»; крим. FK «Sevastopol») — український футбольний клуб з міста Севастополя. Виступав у Прем'єр-лізі чемпіонату України. Існував з 2002 по 2014 роки.
Стадіон — «СКС-Арена» (5826 глядачів).

## Історія
До сезону 2001/2002 років Севастополь представляла «Чайка» ВМС. Команда виступала погано, програючи матч за матчем. В останні сезони клуб переживав великі фінансові проблеми. У підсумку посів останнє місце в групі, без права на життя. По результатах сезону клуб повинен був знову попрощатися з Чемпіонатом України.
У 2002 році президентом клубу став О. Л. Красильников, президент «Кримнафтосервісу», який став головним спонсором клубу. Він взяв на себе всі проблеми клубу, розрахувався з боргами.
Саме з цього моменту починається історія нової севастопольської команди. У липні 2002 року був зареєстрований професіональний футбольний клуб «Севастополь». Команда була відразу зарахована до другої ліги чемпіонату України з футболу. Історію команди було прийнято почати з чистого листа. Тренувати команду був запрошений відомий і досвідчений спеціаліст В. П. Петров. Також було запрошено ряд відомих і досвідчених гравців, таких як Сергій Леженцев, Андрій Опарін, Олександр і Геннадій Кунденки, Сергій Єсін, Дмитро Назаров і інші. Саме їм було довірено будувати нову команду.
Першим сезоном в історії ФК «Севастополя» став сезон 2002/2003. Початки були тяжкими. 5 сезонів клуб провів у другій лізі. Нарешті після сезону 2006/2007 клуб здобув путівку до першої ліги.
За результатом сезону 2009/2010 «Севастополь» піднявся до Прем'єр-ліги. Уже через рік клуб повернувся до першої ліги, що стало наслідком драматичної боротьби з маріупольським «Іллічівцем» в останньому турі. Перед цим туром команда посідала 14-те місце, випереджаючи «Іллічівець» на одне очко. «Севастополь» приймав «Таврію», а «Іллічівець» — «Динамо». «Іллічівець», поступаючись по ходу гри 0:2, відіграв два м'ячі на виборов вольову перемогу, в той час як «Севастополь» поступився 0:1.

### Припинення існування
26 червня 2014 року ФК «Севастополь» втратив свого єдиного спонсора, адже «Смарт-Холдинг» припинив фінансування футбольного клубу Севастополь. Власник клубу Вадим Новінський оголосив про ліквідацію клубу.

## Результати
| Сезон     | Дивізіон     | Місце | Ігор | В  | Н | П  | ГЗ | ГП | О  | Кубок України | Європа | Європа | Примітки             |
| --------- | ------------ | ----- | ---- | -- | - | -- | -- | -- | -- | ------------- | ------ | ------ | -------------------- |
| 2002/2003 | Друга ліга   | 9     | 30   | 12 | 4 | 14 | 31 | 36 | 40 | 1/32 фіналу   |        |        |                      |
| 2003/2004 | Друга ліга   | 10    | 30   | 10 | 8 | 12 | 26 | 33 | 38 | 1/32 фіналу   |        |        |                      |
| 2004/2005 | Друга ліга   | 13    | 26   | 7  | 4 | 15 | 19 | 34 | 25 | 1/32 фіналу   |        |        |                      |
| 2005/2006 | Друга ліга   | 3     | 28   | 15 | 6 | 7  | 48 | 29 | 51 | 1/64 фіналу   |        |        |                      |
| 2006/2007 | Друга ліга   | 1     | 28   | 21 | 1 | 6  | 58 | 21 | 64 | 1/4 фіналу    |        |        | Вихід в Першу лігу   |
| 2007/2008 | Перша ліга   | 15    | 38   | 12 | 7 | 19 | 38 | 55 | 43 | 1/16 фіналу   |        |        |                      |
| 2008/2009 | Перша ліга   | 4     | 32   | 15 | 6 | 11 | 43 | 41 | 51 | 1/32 фіналу   |        |        |                      |
| 2009/2010 | Перша ліга   | 1     | 34   | 24 | 4 | 6  | 68 | 27 | 76 | 1/32 фіналу   |        |        | Вихід в Прем'єр-лігу |
| 2010/2011 | Прем'єр-ліга | 15    | 30   | 7  | 6 | 17 | 26 | 48 | 27 | 1/8 фіналу    |        |        | Виліт у Першу лігу   |
| 2011/2012 | Перша ліга   | 3     | 34   | 23 | 7 | 4  | 60 | 22 | 76 | 1/16 фіналу   |        |        |                      |
| 2012/2013 | Перша ліга   | 1     | 34   | 20 | 6 | 8  | 71 | 22 | 74 | 1/2 фіналу    |        |        |                      |
| 2013/2014 | Прем'єр-ліга | 9     | 28   | 10 | 5 | 13 | 32 | 43 | 35 | 1/16 фіналу   |        |        | Ліквідація           |

## Досягнення
Перша ліга:
- Переможець (2): 2009/10, 2012/13.
- Бронзовий призер (1): 2011/12.

Кубок України:
- Півфіналіст (1): 2012/13.

Друга ліга:
- Переможець (1): 2006/07.
- Бронзовий призер (1): 2005/06.